# خیار رؤیت و تخلف وصف
خیار رؤیت و تخلف وصف نوعی (دو نوع) خیار فسخ است که حق برهم زدن قرارداد را در صورت عدم مطابقت مال مورد معامله با وصف پیشین آن برای خریدار ایجاد می‌کند. به عبارت دیگر این خیار در جایی ایجاد می‌شود که فرد کالایی را مشاهده نمی‌کند و اوصاف آن در قرارداد ذکر می‌شود یا بر اساس مشاهدهٔ سابق و آنچه در ذهنش نقش بسته معامله‌ای انجام می‌دهد و بعد از معامله مشخص می‌شود آن اوصافی که در قراداد ذکر شده در کالا وجود ندارد یا وضعیت فعلی کالا مطابق با آنچه در سابق مشاهده کرده‌است، نیست.

مادهٔ ۴۱۳ قانون مدنی در خصوص خیار رؤیت می‌گوید: «هر گاه یکی از متبایعین مالی را سابقاً دیده و به اعتماد رؤیت سابق معامله کند و بعد از رؤیت معلوم شود که مال مزبور اوصاف سابقه را ندارد، اختیار فسخ خواهد داشت». مثلاً خریدار قبلاً باغی را دیده است و بر مبنای همان اوصافی که قبلاً از باغ در ذهنش باقی‌مانده‌است، معامله می‌کند. بعد از معامله و رؤیت باغ می‌بیند درخت‌ها خشک شده‌اند و آن باغ سابق نیست. در این‌جا خریدار به استناد این خیار، حق فسخ دارد. خیار رؤیت ویژهٔ بیع نیست و در تمام قرادادها ممکن است ایجاد شود.

مطابق مادهٔ ۴۱۰ در خیار تخلف وصف «هر گاه کسی مالی را ندیده و آن را فقط به وصف بخرد، بعد از دیدن اگر دارای اوصافی که ذکر شده‌است نباشد مختار می‌شود که بیع را فسخ کند یا به همان نحو که هست قبول نماید». البته چنانچه مبیع قابل تجزیه بوده و اجزای ثمن به تناسب اجزای مبیع تجزیه شده باشد مشتری میتواند عقد را نسبت به آن قسمت که مطابق رؤیت سابق نبوده فسخ کند و قسمت دیگر را که مطابق رؤیت سابق بوده نگهدارد، در چنین فرضی فروشنده دارای خیار تبعض صفقه می‌شود. تخلف از وصف در صورتی خیار فسخ ایجاد می‌کند که در یک وصف اساسی نباشد، چرا که اگر در وصف اساسی باشد معامله، اساساً باطل است. رؤیت شیوه متعارف رفع جهل است در حقیقت رؤیت خاصیت به‌خصوصی نداشته و حکم ماده مشمول رفع جعل از طریق بوییدن (مانند بیع عطر) شنیدن (مانند بیع رادیو و ضبط صوت) لمس کردن (مانند بیع پارچه) نیز می‌باشد.

## یادداشت
1. ↑  بین حقوق‌دانان در خصوص این‌که خیار رؤیت و تخلف از وصف یک خیار است یا ۲ خیار مجزا از هم، اختلاف وجود دارد.